# Energiebedingung
In der allgemeinen Relativitätstheorie (ART) wird die Massen- und Energieverteilung mit einem Energie-Impuls-Tensor beschrieben. Im Rahmen dieser Theorie sind Energiebedingungen Ungleichungen für Kontraktionen dieses Tensors. Sie werden angewendet in den Singularitäten-Theoremen, von denen verschiedene Versionen existieren und die sich in der Stärke der angewendeten Energiebedingung unterscheiden.
Eine starke Bedingung resultiert in einfach zu beweisenden kausalen Singularitäten, aber es gibt eventuell Materieformen im Universum, die einer starken Energiebedingungen widersprechen und nur schwächeren Bedingungen gehorchen. Die schwächsten (lichtartigen) Energiebedingungen sind sehr wahrscheinlich von allen Materien erfüllt, daraus folgen allerdings nur lichtartige Singularitäten.

## Die starke Energiebedingung
Die starke Energiebedingung sagt aus, dass der Energie-Impuls-Tensor nur anziehende Gravitation bewirkt, und ist daher eine sehr anschauliche Bedingung, die der intuitiven Beobachtung entspricht.
In der Formulierung der ART beschreiben Raumkrümmungen die gravitativen Effekte und werden mathematisch durch den Ricci-Tensor {\displaystyle R_{ab}} dargestellt. Die starke Energiebedingung sagt nun aus, dass die zweifache Kontraktion des Ricci-Tensors mit einem beliebigen zeitartigen Vektorfeld {\displaystyle X} größer als 0 sein muss:
{\displaystyle R_{ab}X^{a}X^{b}\geq 0\quad \forall \,X^{a}{\text{ zeitartig}}}
Ein solches Vektorfeld entspricht z. B. dem Tangentialvektor an die Weltlinie eines Beobachters und ist somit die Zeitachse seines lokalen Lorentzsystems.
Über die Einsteinschen Feldgleichungen kann man diese Bedingung auch wie gefordert für den Energie-Impuls-Tensor {\displaystyle T_{ab}} übersetzen:
{\displaystyle (T_{ab}-{\frac {1}{2}}g_{ab}T)X^{a}X^{b}\geq 0\quad \forall \,X^{a}{\text{ zeitartig}},}
indem man das Spurinverse bildet:
{\displaystyle R_{ab}-{\frac {1}{2}}g_{ab}R=\kappa T_{ab}\quad /\cdot g^{ab}\quad \Rightarrow \quad R-2R=\kappa T\quad \Rightarrow \quad R_{ab}=\kappa \left(T_{ab}-{\frac {1}{2}}g_{ab}T\right)}
mit
- dem Krümmungsskalar {\displaystyle R}
- der Spur {\displaystyle T} des Energie-Impuls-Tensors
- einer geometrischen und gravitativen Konstante {\displaystyle \kappa }.

## Die schwache Energiebedingung
Die schwache Energiebedingung hat ebenfalls eine intuitive Entsprechung und verlangt, dass alle Beobachter, also Systeme mit zeitartigen Weltlinien, eine positive Energiedichte von der betrachteten Energieverteilung sehen:
{\displaystyle T_{ab}X^{a}X^{b}\geq 0\quad \forall \,X^{a}{\text{ zeitartig}}}

## Energiebedingung für lichtartige Vektoren
Diese Bedingung wird auch oft Null-Energiebedingung genannt, da sie sich auf lichtartige Vektoren bezieht (auch Nullvektoren genannt), deren Skalarprodukt per Definition null ist. Diese Bedingung ist wesentlich schwächer als die beiden vorangegangenen und ist in ihnen jeweils als Spezialfall im Limes hoher Geschwindigkeiten enthalten:
{\displaystyle T_{ab}Y^{a}Y^{b}\geq 0\quad \forall \,Y^{a}{\text{ lichtartig}}}